# Leichtathletik-Weltmeisterschaften 2017/Teilnehmer (Puerto Rico)
| Gelbes Symbol für Goldmedaillen mit stilisierten Olympischen Ringen | Graues Symbol für Silbermedaillen mit stilisierten Olympischen Ringen | Braundes Symbol für Bronzemedaillen mit stilisierten Olympischen Ringen |
| ------------------------------------------------------------------- | --------------------------------------------------------------------- | ----------------------------------------------------------------------- |
| —                                                                   | —                                                                     | —                                                                       |

Von Puerto Rico wurden zwei Athletinnen und drei Athleten für die Leichtathletik-Weltmeisterschaften 2017 in London nominiert.

## Ergebnisse

### Frauen

#### Laufdisziplinen
| Athletin      | Disziplin    | Vorlauf | Vorlauf | Halbfinale | Halbfinale | Finale             | Finale             |
| Athletin      | Disziplin    | Zeit    | Platz   | Zeit       | Platz      | Zeit               | Platz              |
| ------------- | ------------ | ------- | ------- | ---------- | ---------- | ------------------ | ------------------ |
| Grace Claxton | 400 m Hürden | 56,35 s | 20      | 56,40 s    | 16         | nicht qualifiziert | nicht qualifiziert |

#### Siebenkampf
| Athletin       | Disziplin | 100 m Hürden | Hochsprung | Kugelstoßen | 200 m   | Weitsprung | Speerwurf | 800 m       | Punkte | Platz |
| -------------- | --------- | ------------ | ---------- | ----------- | ------- | ---------- | --------- | ----------- | ------ | ----- |
| Alysbeth Félix | Ergebnis  | 14,03 s      | 1,71 m     | 10,82 m     | 25,38 s | 5,69 m     | 40,65 m   | 2:18,88 min | 5584   | 25    |
| Alysbeth Félix | Punkte    | 974          | 867        | 583         | 852     | 807        | 659       | 842         | 5584   | 25    |

### Männer

#### Laufdisziplinen
| Athlet        | Disziplin    | Vorlauf     | Vorlauf | Halbfinale         | Halbfinale         | Finale             | Finale             |
| Athlet        | Disziplin    | Zeit        | Platz   | Zeit               | Platz              | Zeit               | Platz              |
| ------------- | ------------ | ----------- | ------- | ------------------ | ------------------ | ------------------ | ------------------ |
| Andrés Arroyo | 800 m        | 1:46,46 min | 19      | nicht qualifiziert | nicht qualifiziert | nicht qualifiziert | nicht qualifiziert |
| Ryan Sánchez  | 800 m        | 1:50,74 min | 41      | nicht qualifiziert | nicht qualifiziert | nicht qualifiziert | nicht qualifiziert |
| Javier Culson | 400 m Hürden | 50,33 s     | 27      | nicht qualifiziert | nicht qualifiziert | nicht qualifiziert | nicht qualifiziert |